# 단일계단
단일계단(單一戒壇)은 대한불교 조계종에서 전국의 스님들을 한 곳에 모아, 한명의 계사 스님한테 계를 받는 것을 말한다. 1981년 2월 27일 통도사 금강계단에 단일계단을 처음 설치했다. 해인사, 송광사에 단일계단이 설치되기도 한다.

## 역사
이전까지 조계종의 수계 의식은 행자가 일정한 기간이 지나면 자신이 출가한 본사에서 은사에게 직접 사미계를 받고, 다시 구족계를 받는 것이 관례였다. 그러나 출가한 행자가 사미계와 구족계를 받는 기간은 본사마다 달랐다. 때문에 어떤 행자는 수년이 지나도록 계를 받지 못해 사찰의 ‘불목하니’로 전락하거나, 어떤 행자는 출가한지 얼마 되지 않아 사미계에 이어 구족계까지 받는 등 기형적인 구조가 되풀이됐다. 여기에 수계자에 대한 관리도 제대로 이뤄지지 않아 누가 언제 어디서 누구로부터 계를 받았는지를 파악하기란 쉽지 않았다. 이렇다보니 계를 받지 않은 사람도 허위로 수계 사실을 조작하는 등의 문제가 끊이질 않았다.
일반에 유명한 법륜스님은 은사 스님인 도문 스님에게 비구계를 받았지만, 단일 수계가 없던 해여서 단일 수계를 못 받았다. 조계종에선 법륜 스님이 단일계단에 참여를 안 했기에 승려로 인정을 할 수 없다고 한다.
그러나, 이 승려 자격증의 시시비비 문제는, 스님도 아닌데 갑자기 머리깎고 스님 행세를 하는 가짜 중들을 종단에서 내쫓는, 선한 의미로 사용되는 경우 보다는, 권력투쟁 과정에서 상대방의 자격증을 트집잡아 권력을 빼앗으려는 데 쓰이는 경우가 종종 있었다. 권력투쟁이 없는데, 괜히 다른 스님의 자격증을 시비거는 경우는, 거의 없다. 승려 자격증이 있든 없든 이게 부와 명예와 출세가 보장되는 엄청난 자격증도 아니다. 그러나, 교단 내부의 권력투쟁에서는, 매우 중요한 시비거리가 될 수 있다.

## 남방불교
태국 등 남방불교에서는 10인의 고승이 수계식을 참관해서 증인이 되어야 한다. 한중일의 대승불교는 10명 관습법은 없었다.
전계아사리, 교수아사리, 갈마아사리 등 3명의 스님을 3사라고 하고, 7명의 증인이 되는 스님을 7증사라고 한다. 수계를 받은 스님과 3사 7증사 스님이 모두 함께 단체사진을 찍어 증거로 삼는다.
1973년 3월 10일, 태국에서 10명의 스님을 초청하여, 통도사 금강계단에서 53명의 조계종 스님이 비구계 수계를 받았다. 이 때 홍법·상우·석암·고산·보성·학산·혜암·도견·일타·종진·운산·현우·도성·수산·혜정·고암·경산·천장 스님 등이 구족계를 받았다. 계첩을 발부하지는 않았으며, 수계식 기념사진도 촬영하지 않았다. 다만 수계의 증표로 남방 가사와 발우를 전해 받았다.

## 서상수계
1981년에 제정된 단일계단이란 종법의 문제점으로 서상수계(瑞相受戒)라는 관습법이 있다. 이것은 남방불교에서는 인정되지 않는, 한국불교의 특징이다. 꿈이나 명상이나 또는 현실에서 부처님, 문수보살, 관세음보살 등을 친견하여, 직접 수계를 받는 것을 말한다.

### 자장율사
단일계단이 자주 설치되는 통도사와 통도사 금강계단은 신라 자장율사가 창건했다. 자장율사는 따로 다른 스님에게 구족계를 받지 않고, 스스로 처자를 버리고 출가하여, 절을 지어서 참선 수행을 했다. 그리고 선덕여왕 5년(636)에 당나라에 갔으며, 산서성에 있는 청량산 운제사에서 문수보살을 친견하여 서상수계를 받았다. 문수보살에게서 석가모니의 정골사리(頂骨舍利), 치아, 불가사(佛袈裟), 패엽경(貝葉經) 등을 받아서 귀국했다.

## 육조혜능
1981년에 제정된 단일계단이란 종법은 기존의 각 사찰의 고승이 새로운 제자에게 개인적으로 구족계를 주던 제도를 개혁한 것이다.
그러나 조계종 종헌은 7세기 당나라 육조스님을 매우 중요하게 보는데, 육조스님은 행자시절, 오조스님이 모두가 자는 삼경(23시-01시)에 몰래 옷을 전해주어, 그것을 증표로 하여, 비구계를 주어 정식 승려가 되에 하였으며, 동시에 깨달음을 인가하여 공식적으로 선지식이 되게 했으며, 동시에 조사직을 넘겨 주어 공식적으로 제6대 중국 선불교 조사가 되게 하였다.
이렇게 각 사찰별로 고승이 새로운 제자를 면전으로 구족계를 주는 것이 7세기 당나라 만이 아니라, 오늘날 한국불교에서도 관습법으로 인정되어 왔다. 1981년 단일계단 종법 시행 이후에도 이 관습법을 계속 따르는 나이많은 스님들이 있어서, 새로운 단일계단 종법과 충돌하여 문제가 생기기도 하였다. 개인적으로 구족계를 주는 것 자체가 문제가 아니라, 중앙의 조계종 총무원에 구족계를 이 사람한테 주었다는 신고를 하지 않아서, 새로운 스님이 그 절에서는 정식 스님인데, 조계종 총무원의 명단에는 빠져 있는 경우가 많았다. 불교 탄압의 시기에는, 정부가 감시하고 탄압하는 중앙 교단에, 일부러 신고를 하지 않아 제자를 숨겨 보호하는 의미도 있었다.
문제는, 수계를 해 준 은사 스님이 돌아가신 경우, 아무도 수계사실을 증명해 줄 사람이 없다는 것이다. 스승의 이름을 사칭하는 가짜 중인지, 명확하게 알 수 있는 방법이 없다. 육조혜능도, 행자가 옷을 훔쳐간 것이라고, 죽여서 빼앗아 와야 한다고, 상당기간 추적을 당하기도 했다.